# فیلم‌شناسی به سوزی
به سوزی (کره‌ای: 배수지؛ زادهٔ ۱۰ اکتبر ۱۹۹۴) خواننده، بازیگر و مدل اهل کره جنوبی است.

## فیلم‌
| سال  | نام فیلم سینمایی      | نقش بازیگر   | توضیحات      | منابع       |
| ---- | --------------------- | ------------ | ------------ | ----------- |
| ۲۰۱۱ | سلام، خداحافظ         | سوزی         |              |             |
| ۲۰۱۲ | معماری ۱۰۱            | یانگ سئو یون |              | [ ۱ ]       |
| ۲۰۱۵ | صدای یک گل            | جین چه سان   |              | [ ۲ ]       |
| ۲۰۱۷ | واقعی                 | تتوکار       | حضور افتخاری | [ ۳ ]       |
| ۲۰۱۹ | ریزش خاکستر           | چوی جی یونگ  |              | [ ۴ ] [ ۵ ] |
| ۲۰۲۰ | با قدرت خودت زندگی کن | سوزی         | فیلم کوتاه   | [ ۶ ] [ ۷ ] |
| ۲۰۲۴ | سرزمین عجایب          | جونگ این     |              | [ ۸ ]       |

## مجموعه تلویزیونی
| سال  | نام سریال                         | نقش بازیگر     | شبکه           | توضیحات         | منابع  |
| ---- | --------------------------------- | -------------- | -------------- | --------------- | ------ |
| ۲۰۱۱ | رؤیای بلند                        | گو هه می       | کی‌بی‌اس۲        | نقش اول زن      | [ ۹ ]  |
| ۲۰۱۱ | درامای ویژه کی‌بی‌اس: کازینو انسانی | دوست دختر      | کی‌بی‌اس۲        | مهمان           | [ ۱۰ ] |
| ۲۰۱۲ | رؤیای بلند ۲                      | سوزی           | کی‌بی‌اس۲        | مهمان (قسمت ۱۵) | [ ۱۱ ] |
| ۲۰۱۲ | من به یه پری نیاز دارم            | بازیگر تازه‌کار | کی‌بی‌اس۲        | مهمان (قسمت ۲۶) | [ ۱۲ ] |
| ۲۰۱۲ | بزرگ                              | جانگ ماری      | کی‌بی‌اس۲        | نقش دوم زن      | [ ۱۳ ] |
| ۲۰۱۳ | کتاب خانواده گو                   | دام یو وول     | ام‌بی‌سی         | نقش اول زن      | [ ۱۴ ] |
| ۲۰۱۴ | تو از ستاره‌ها اومدی               | گو هه می       | اس‌بی‌اس         | مهمان (قسمت ۱۷) | [ ۱۵ ] |
| ۲۰۱۶ | عشق بی‌پروا                        | نوئول          | کی‌بی‌اس۲        | نقش اول زن      | [ ۱۶ ] |
| ۲۰۱۷ | وقتی تو خواب بودی                 | نام هونگ جو    | اس‌بی‌اس         | نقش اول زن      | [ ۱۷ ] |
| ۲۰۱۹ | بی‌خانمان                          | گو هه ری       | اس‌بی‌اس،نتفلیکس | نقش اول زن      | [ ۱۸ ] |
| ۲۰۲۰ | استارت آپ                         | سو دال می      | تی‌وی‌ان،نتفلیکس | نقش اول زن      | [ ۱۹ ] |

## مجموعه اینترنتی
| سال  | نام سریال | نقش بازیگر | شبکه      | توضیحات    | منابع  |
| ---- | --------- | ---------- | --------- | ---------- | ------ |
| ۲۰۲۲ | آنا       | یومی       | کوپانگ کو | نقش اول زن | [ ۲۰ ] |
| ۲۰۲۳ | دونا!     | لی دونا    | نتفلیکس   | نقش اول زن | [ ۲۱ ] |

## برنامه تلویزیونی
| سال     | نام برنامه                         | شبکه                   | توضیحات                                                                                        | منابع                |
| ------- | ---------------------------------- | ---------------------- | ---------------------------------------------------------------------------------------------- | -------------------- |
| ۲۰۱۰    | هپی توگدر                          | کی‌بی‌اس۲                | مهمان (قسمت ۱۷۷) همراه با بازیگران رؤیای بلند: کیم سو هیون، اوم کی جون،لی یون جی، لی بیونگ جون |                      |
| ۲۰۱۰    | استار کینگ                         | اس‌بی‌اس                 | مهمان (قسمت‌های ۱۷۶، ۱۷۷، ۱۷۸، ۱۸۱، ۱۸۲، ۱۸۳، ۱۸۴، ۱۸۵، ۱۹۰، ۱۹۱ و ۱۹۳) همراه با اعضای میس ای   |                      |
| ۲۰۱۰    | دسته گل خانواده                    | ام‌بی‌سی                 | مهمان (قسمت‌های ۲، ۳ و ۱۸) همراه با اعضای میس ای                                                |                      |
| ۲۰۱۱    | رادیو استار                        | ام‌بی‌سی                 | مهمان (قسمت‌های ۲۰۳، ۲۰۴ و ۲۰۵)                                                                 |                      |
| ۲۰۱۱    | قلب قوی                            | اس‌بی‌اس                 | مهمان (قسمت‌های ۷۹ و ۸۰)                                                                        |                      |
| ۲۰۱۱    | تفرجگاه ترش و شیرین                | اس‌بی‌اس                 | مهمان (قسمت ۳)                                                                                 | [ ۲۲ ]               |
| ۲۰۱۱    | رانینگ من                          | اس‌بی‌اس                 | مهمان (قسمت ۵۵)                                                                                | [ ۲۳ ]               |
| ۲۰۱۱    | نمره عالی                          | کی‌بی‌اس۲                | مهمان                                                                                          |                      |
| ۲۰۱۱    | بحران فرار شماره یک                | کی‌بی‌اس۲                | مهمان                                                                                          |                      |
| ۲۰۱۱    | پیروزی پیروزی                      | کی‌بی‌اس۲                | جایگزین مجری لی جی کوانگ در قسمت ۸۰ مهمان مخفی آیو در قسمت ۹۳                                  | [ ۲۴ ] [ ۲۵ ] [ ۲۶ ] |
| ۲۰۱۱-۱۲ | جوانان شکست ناپذیر 2               | کی‌بی‌اس۲                | اعضای اصلی                                                                                     | [ ۲۷ ] [ ۲۸ ] [ ۲۹ ] |
| ۲۰۱۲    | بیا بازی کنیم                      | ام‌بی‌سی                 | مهمان (قسمت ۳۸۳)                                                                               |                      |
| ۲۰۱۲    | سلام مشاور                         | کی‌بی‌اس۲                | مهمان (قسمت ۷۴)                                                                                |                      |
| ۲۰۱۲    | رانینگ من                          | اس‌بی‌اس                 | مهمان (قسمت‌های ۹۳ ، ۹۴ و ۱۱۷)                                                                  | [ ۳۰ ] [ ۳۱ ]        |
| ۲۰۱۲    | کنسرت گاگ                          | کی‌بی‌اس۲                | مهمان(قسمت ۶۶۱)                                                                                |                      |
| ۲۰۱۲    | استار ان سیتی کاپل سوسو در نیوزلند | ایکس‌تی‌وی‌ان             | همراه کیم سو هیون                                                                              |                      |
| ۲۰۱۲    | قلب قوی                            | اس‌بی‌اس                 | مهمان (قسمت‌های ۱۱۹ و ۱۲۰ همراه با مین قسمت‌های ۱۴۹ و ۱۵۰ همراه با فی)                           |                      |
| ۲۰۱۲    | هپی توگدر                          | کی‌بی‌اس۲                | مهمان (قسمت ۲۷۰)                                                                               |                      |
| ۲۰۱۲    | سبک ورود: زندگی هفتگی-پرطرفدار     | آن‌استایل               | راوی                                                                                           | [ ۳۲ ]               |
| ۲۰۱۳    | کمپ شفا                            | اس‌بی‌اس                 | مهمان (قسمت ۱۰۱)                                                                               | [ ۳۳ ] [ ۳۴ ]        |
| ۲۰۱۳    | مرد واقعی                          | ام‌بی‌سی                 | مهمان (قسمت ۳۸) همراه با اعضای میس ای                                                          | [ ۳۵ ]               |
| ۲۰۱۳    | هپی توگدر                          | کی‌بی‌اس۲                | مهمان (فصل ۳ قسمت ۳۲۵) همراه با فی                                                             | [ ۳۶ ]               |
| ۲۰۱۳    | رانینگ من                          | اس‌بی‌اس                 | مهمان (قسمت‌های ۱۵۵، ۱۷۲ و ۱۷۳)                                                                 | [ ۳۷ ] [ ۳۸ ]        |
| ۲۰۱۳    | سلام مشاور                         | کی‌بی‌اس۲                | مهمان (قسمت ۱۵۱)                                                                               |                      |
| ۲۰۱۳    | دو روز و یک شب                     | کی‌بی‌اس۲                | مهمان (قسمت ۳۲۳)                                                                               | [ ۳۹ ]               |
| ۲۰۱۴    | اتصال ۲۰۱۴                         | ایکس‌تی‌وی‌ان، آن‌استایل   | به عنوان راوی همراه با روی کیم (برنامه ای در مورد دوست یابی)                                   | [ ۴۰ ]               |
| ۲۰۱۴    | رانینگ من                          | اس‌بی‌اس                 | مهمان (قسمت ۲۰۸)                                                                               | [ ۴۱ ]               |
| ۲۰۱۵    | هپی توگدر                          | کی‌بی‌اس۲                | مهمان (فصل ۳ قسمت ۳۹۲)                                                                         | [ ۴۲ ]               |
| ۲۰۱۷    | Off The Record, Suzy               | دینگو (ِDingo)، وی لایو | مستند زندگی شخصی سوزی                                                                          | [ ۴۳ ]               |
| ۲۰۱۷    | پارتی پیپل                         | اس‌بی‌اس                 | مهمان (قسمت ۱۱)                                                                                | [ ۴۴ ]               |
| ۲۰۱۷    | دو روز و یک شب                     | کی‌بی‌اس۲                | پیام ویدیویی برای تبریک دهمین سالگرد                                                           | [ ۴۵ ] [ ۴۶ ]        |

## میزبان
| سال     | نام مراسم                           | شبکه       | توضیحات                                                                              | منابع         |
| ------- | ----------------------------------- | ---------- | ------------------------------------------------------------------------------------ | ------------- |
| ۲۰۱۰    | شو! میوزیک کور - ویژه تابستان       | ام‌بی‌سی     | همراه نیکون از توپی‌ام، اونیو از شاینی، کریستال از اف (اکس)                           | [ ۴۷ ]        |
| ۲۰۱۰    | اینکیگایو                           | اس‌بی‌اس     | همراه جونگ یونگ هوا از سی‌ان‌بلو، جوکوان از توای‌ام                                     |               |
| ۲۰۱۰-۱۱ | شو! میوزیک کور                      | ام‌بی‌سی     | همراه پارک جی یون از تی آرا، اونیو و چوی مین هو از شاینی                             | [ ۴۸ ]        |
| ۲۰۱۱    | پنجمین جوایز برگزیده ۲۰ ام‌نت        | ام‌نت       | همراه سونگ جونگ کی                                                                   | [ ۴۹ ]        |
| ۲۰۱۲    | بیست و ششمین جوایز گلدن دیسک        | جی‌تی‌بی‌سی   | همراه لی هونک گی از اف تی آیلند                                                      | [ ۵۰ ]        |
| ۲۰۱۲    | بیست و یکمین جوایز موسیقی سئول      | کی‌بی‌اس جوی | همراه تاک جه هون و شین هیون جون                                                      | [ ۵۱ ]        |
| ۲۰۱۲    | اینکیگایو                           | اس‌بی‌اس     | همراه لی جون از ام‌بلک و آیو                                                          |               |
| ۲۰۱۲    | ام کانت‌داون سلام ژاپن               | ام‌نت       | همراه لی جون از ام‌بلک                                                                | [ ۵۲ ]        |
| ۲۰۱۲    | شو! میوزیک کور                      | ام‌بی‌سی     | همراه مین و جونگ ده هیون از بی. ای. پی                                               |               |
| ۲۰۱۲    | هجدهمین جوایز موسیقی کره            | اس‌بی‌اس     | همراه کیم وون جون                                                                    | [ ۵۳ ]        |
| ۲۰۱۲    | جشنواره موسیقی کالج                 | ام‌بی‌سی     | همراه لی جوک                                                                         | [ ۵۴ ]        |
| ۲۰۱۲    | ام کانت‌داون                         | ام‌نت       | همراه جان پارک                                                                       | [ ۵۵ ]        |
| ۲۰۱۲    | ۱۱مین جوایز سرگرمی کی‌بی‌اس           | کی‌بی‌اس۲    | همراه با شین دونگ یوپ و لی جی آئه                                                    | [ ۵۶ ]        |
| ۲۰۱۲    | اس‌بی‌اس گایو دجون                    | اس‌بی‌اس     | همراه جونگ گیو وون و آیو                                                             | [ ۵۷ ] [ ۵۸ ] |
| ۲۰۱۳    | موج موسیقی کره در بانکوک            | ام‌بی‌سی     | همراه نیکون از توپی‌ام، چوی مین هو از شاینی، جوکوان از توای‌ام و پارک جی یون از تی آرا | [ ۵۹ ]        |
| ۲۰۱۳    | ۲۲مین جوایز موسیقی سئول             | کی‌بی‌اس جوی | همراه تاک جه هون                                                                     | [ ۶۰ ]        |
| ۲۰۱۳    | هشتمین جوایز بین‌المللی درامای سئول  | ام‌بی‌سی     | همراه لی سونگ جه                                                                     | [ ۶۱ ]        |
| ۲۰۱۳    | بانک موسیقی در استانبول             | کی‌بی‌اس۲    | همراه یون دو جون از هایلایت و چو کیوهیون از سوپر جونیور                              | [ ۶۲ ]        |
| ۲۰۱۳    | شو! میوزیک کور                      | ام‌بی‌سی     | همراه با کیم سوهیون و نو هونگ چول (جایگزین چوی مین هو)                               | [ ۶۳ ] [ ۶۴ ] |
| ۲۰۱۳    | جشنواره آهنگ کی‌بی‌اس                 | کی‌بی‌اس۲    | همراه یون شی یوون و لی هوی جائه                                                      | [ ۶۵ ] [ ۶۶ ] |
| ۲۰۱۴    | افتتاح نمایشگاه ویژه سانگام         | ام‌بی‌سی     | همراه با لی هانی، لی دئوک هوا، سونگ سی کیونگ                                         |               |
| ۲۰۱۶    | ۵۲مین مراسم اهدای جوایز هنری بکسانگ | جی‌تی‌بی‌سی   | همراه با شین دونگ یوپ                                                                | [ ۶۷ ]        |
| ۲۰۱۷    | ۵۳مین مراسم اهدای جوایز هنری بکسانگ | جی‌تی‌بی‌سی   | همراه با پارک جونگ‌هون                                                                | [ ۶۸ ]        |
| ۲۰۱۸    | ۵۴مین مراسم اهدای جوایز هنری بکسانگ | جی‌تی‌بی‌سی   | همراه با شین دونگ یوپ و پارک بوگوم                                                   | [ ۶۹ ]        |
| ۲۰۱۹    | ۵۵مین مراسم اهدای جوایز هنری بکسانگ | جی‌تی‌بی‌سی   | همراه با شین دونگ یوپ و پارک بوگوم                                                   | [ ۷۰ ]        |
| ۲۰۲۰    | ۵۶مین مراسم اهدای جوایز هنری بکسانگ | جی‌تی‌بی‌سی   | همراه با شین دونگ یوپ و پارک بوگوم                                                   | [ ۷۱ ]        |
| ۲۰۲۱    | ۵۷مین مراسم اهدای جوایز هنری بکسانگ | جی‌تی‌بی‌سی   | همراه با شین دونگ یوپ                                                                | [ ۷۲ ]        |
| ۲۰۲۲    | ۵۸مین مراسم اهدای جوایز هنری بکسانگ | جی‌تی‌بی‌سی   | همراه با شین دونگ یوپ و پارک بوگوم                                                   | [ ۷۳ ]        |
| ۲۰۲۳    | ۵۹مین مراسم اهدای جوایز هنری بکسانگ | جی‌تی‌بی‌سی   | همراه با شین دونگ یوپ و پارک بوگوم                                                   | [ ۷۴ ]        |
| ۲۰۲۴    | ۶۰مین مراسم اهدای جوایز هنری بکسانگ | جی‌تی‌بی‌سی   | همراه با شین دونگ یوپ و پارک بوگوم                                                   |               |